# Валириански езици
Валирианските езици са измислено езиково семейство в поредицата фентъзи романи „Песен за огън и лед“ на Джордж Р. Р. Мартин и в телевизионната им адаптация „Игра на тронове“ и по-късно „Домът на дракона“.
В романите високият валириански език и неговите разновидности често се споменават, но не се развиват повече от няколко думи. За телевизионния сериал създателят на езика Дейвид Питърсън създава високия валириански, както и производните езици „Astapori“ и „Meereenese Valyrian“, въз основа на фрагменти от романите. Валирианският и дотракският са описани като „най-убедителните измислени езици след елфическия“.

## Създаване
За създаването на дотракския и валирианския език, които се говорят в „Игра на тронове“, HBO избира създателя на езика Дейвид Питърсън чрез конкурс сред конлангъри. Продуцентите дават на Питърсън до голяма степен свободна ръка при разработването на езиците, тъй като според него самият Джордж Р. Р. Мартин не се интересува много от лингвистичния аспект на своите произведения. Във вече публикуваните романи са включени само няколко думи на висок валириански, сред които valar morghulis („всички хора трябва да умрат“), valar dohaeris („всички хора трябва да служат“) и dracarys („драконов огън“). За романа „The Winds of Winter“ Питърсън предоставя на Мартин допълнителни преводи на валириански.
Питърсън коментира, че смята за неудачен избора на Мартин на думата dracarys поради нейната (вероятно целенасочена) прилика с латинската дума за дракон - draco. Тъй като латинският език не съществува в измисления свят на „Песен за огън и лед“, Питърсън решава да третира приликата като случайна и превръща dracarys в самостоятелна лексема; неговият високовалириански термин за дракон е zaldrīzes. От друга страна, фразите valar morghulis и valar dohaeris стават основа на системата за спрежение на езика. Друга дума, trēsy, означаваща „син“, е създадена в чест на 3000-ия последовател на Питърсън в Twitter.
В началото на юни 2013 г. има 667 думи на висок валириански.
Питърсън се връща, за да направи високовалирианския за Домът на дракона.

### Документация
От 2019 г. насам той документира валирианските езици (заедно с други свои коланги) в хранилище в стил Уикиречник на уебсайта „The Languages of David J. Peterson“ (Езиците на Дейвид Джей Питърсън), с известна помощ от свои приятели.

## Висок валириански
„Аз съм Денерис от дома Таргариен, от кръвта на стара Валирия. Валирианският ми е роден език.“
В света на „Песен за огън и лед“ високият валириански заема културна ниша, подобна на тази на класическия латински в средновековна Европа. В романите се описва, че той вече не се използва като език за ежедневна комуникация, а по-скоро като език на обучението и образованието сред благородниците в Есос и Вестерос, като голяма част от литературата и песните са написани на валириански.

### Курс вДуолинго
На 31 октомври 2016 г. в езиковия инкубатор на Дуолинго започва изграждането на курс по висок валириански език за англоговорещи. Питърсън е един от авторите на курса. Бета версията е пусната на 12 юли 2017 г. През април 2019 г. курсът е актуализиран в очакване на осмия и последен сезон на „Игра на тронове“. Като част от тази актуализация Питърсън създава аудиозаписи за уроците и упражненията на курса.

## Нисък валириански
В света на романа и телевизионния сериал Деветте свободни града на Есос говорят местни варианти на валирианския, известни като нисък валириански, описан от героя Тирион в „Танц с дракони“ като „не толкова диалект, колкото девет диалекта на път да се превърнат в отделни езици“.
Питърсън описва връзката между високия валирийски и ниския като подобна на тази между класическия латински и романските езици, развили се от простонародния латински, или по-точно между класическия арабски и съвременните разновидности на арабския, тъй като високият валириански е разбираем, с известни затруднения, за говорещия местен есонски език.